# Bremser
Bremser was een geslacht van Zuid-Nederlandse orgelbouwers, werkzaam in de 17de eeuw. Het betreft Jan Bremser en zijn drie zonen Dismas, Blasius en Daniël.

## Levensloop
Jan Bremser, vermoedelijk van Duitse afkomst, werd geboren rond 1610 en overleed te Mechelen op 30 augustus 1669. Hij werkte samen met zijn Duitse collega Hans Goltfuss bij de Graafs-Keulse orgelmakerij Florent Hocque. Ze emigreerden naar de lage landen rond 1634 via 's Hertogenbosch. Daar herstelden ze het orgel van de Sint-Janskerk in 's Hertogenbosch (1634). Beiden werken ook aan de opbouw van het orgel van Asse (1637-1639) en het orgel in Longueville. Later zou Bremser in zijn orgels een eigen stijl introduceren en verliet hij die van Goltfuss, zowel wat de dispositie als de architectuur van het meubel betreft.
Vanaf 1635 werden zijn orgels gemaakt voor kerken in Mechelen en het Waasland.
Bremser-orgelkasten, die onderling een bijzonder grote diversiteit vertonen, behoren tot de beste uit de 17e eeuw in Brabant. Zijn stijl evolueerde naar hoogbarok.
Dismas (1643–1676), Blasius (Mechelen, 16 december 1646 – 26 augustus 1679) en Daniël Bremser werken samen met hun vader, maar na diens dood was het Blasius die het atelier verderzette. Hij leverde nog drie orgels af in Antwerpen en van eigen hand is er één te vinden te Philippeville, in het nonnenconvent van de Sœurs de Notre-Dame. Na zijn dood zette zijn vrouw een tijdlang het bedrijf voort tot de meestergezel, een buitenlander (waarschijnlijk Paulus Munick) de zaak overnam in 1679.

## Werklijst orgels

### Jan Bremser
- 1634:'s-Hertogenbosch, samen met Hans Goltfuss
- 1637-1639: Asse (Vlaams-Brabant), samen met Hans Goltfuss
- Longueville (Waals-Brabant), samen met Hans Goltfuss
- 1644: Sint-Janskerk Mechelen
- 1646: Onze-Lieve-Vrouwkerk Aarschot: een reconstructie ervan is te vinden in de kapel van Elzenveld in Antwerpen
- vóór 1650: Mechelen, kerk der Karmelieten. Verhuisd naar Retie rond 1672 (door Blasius Bremser) en later naar Lith[1]
- 1654: Sint-Gillis-Waas
- 1657: Bornem
- 1662: restauratie aan het collegeorgel van Anderlecht
- 1662: Onze-Lieve-Vrouw-Hemelvaartskerk Eksaarde, aangepast in de 19de eeuw
- 1664: Zele: Kapel van Onze Lieve Vrouw van Zeven Weeėn of de Kouterkapel, in 1703 hersteld door C. Dillens (Mechelen), in 1850 door P.K. Van Peteghem
- 1665-1669: Onze-Lieve-Vrouw-over-de-Dijlekerk, Mechelen
- 1668: augustijnen van Heverlee-Terbank, in 1784 naar de kerk van Grez
- Neerlinter, midden de 18e eeuw overgekocht voor de Sint-Stefanuskerk van Mollem
- Sint-Ulrikskerk in Sint-Ulriks-Kapelle: bevat oud pijpwerk in de stijl van Jan Bremser
- orgelkast in Elsegem

### Blasius Bremser
- 1671: Antwerpen, Sint-Walburgiskerk
- 1674: Zele, herstelling aan het orgel door Blasius en broer Daniël
- 1675: Antwerpen, Sint-Andrieskerk
- 1676: Antwerpen, kapel van het Sint-Elisabethgasthuis, nu cultuurcentrum Elzenveld, gerestaureerd in 2008
- 1677: Petruskerk van Boxmeer (Nederland)
- 1678-1679: Philippeville, Sœurs de Notre-Dame
- 1675: Sint-Lambertuskerk van Bel (Geel), gerestaureerd in 2013
- bouwdatum onbekend: oorspronkelijk gebouwd voor de Cistercienzer-abdij Nazareth te Lier en na opheffing van de abdij in 1803 aangekocht voor de parochiekerk in Wilmarsdonk (Antwerpen), een polderdorp dat door de uitbreiding van de haven in 1966 gesloopt werd. Het in 2018 gerestaureerde orgel staat nu in de Sint-Laurentiuskerk van Schoonbroek (Antwerpen).